# عمارة دينية

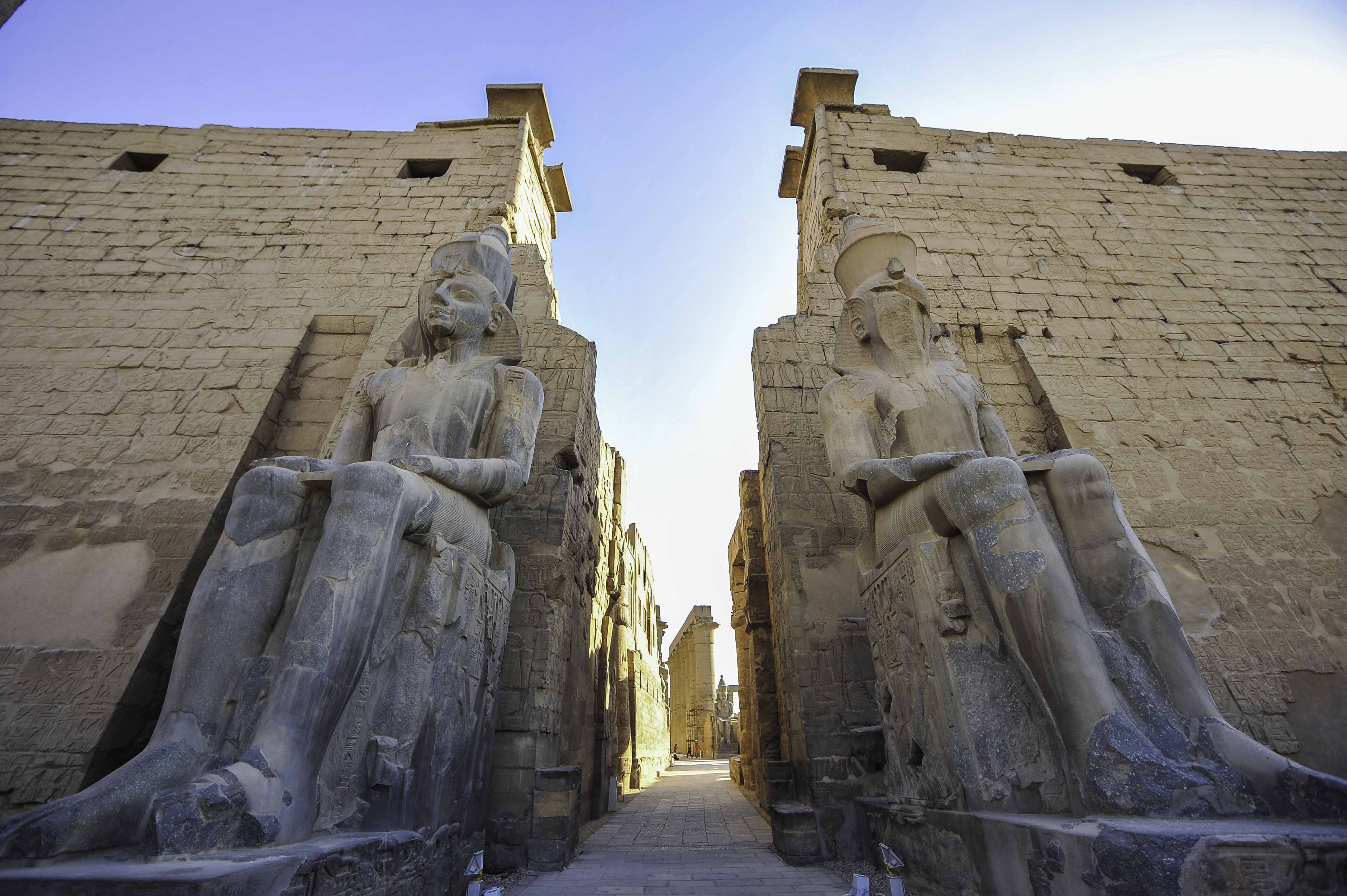
بُني معبد الأقصر المصري قبل 3400 سنة.

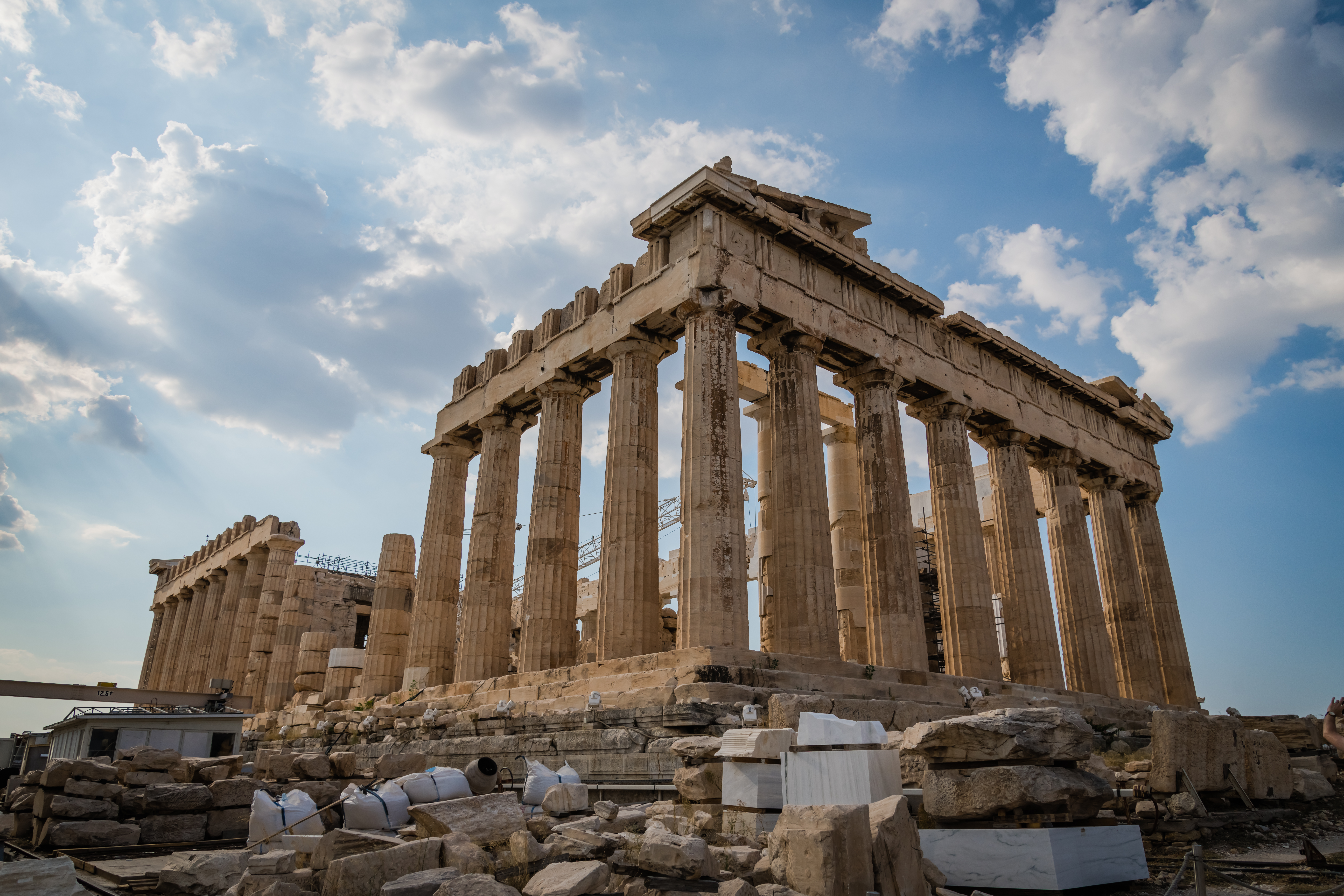
البارثينون في أثينا، اليونان.

العمارة الدينية (والمعروفة أيضا باسم العمارة المقدسة) هي ممارسة معمارية دينية تتعلق بتصميم وبناء أماكن العبادة، مثل الكنائس والمساجد والستوبا والمعابد. فقد كرست العديد من الثقافات موارد كبيرة لبناء الأماكن المقدسة وأماكن العبادة. المساحات أو المباني الدينية والمقدسة هي من بين المباني المألوفة الأكثر إثارة للإعجاب والدائمة التي أنشأتها الإنسانية. وعلى العكس من ذلك، قد تكون العمارة المقدسة كموقع للحميمة الفوقية أيضا غير المتجانسة أو سريعة الزوال وشخصية بشكل خاص أو شخصية وغير عامة
تطورت المباني والمساحات المقدسة والدينية على مر القرون وكانت أكبر المباني في العالم، قبل ناطحات السحاب الحديثة. في حين أن الأساليب المختلفة المستخدمة في العمارة المقدسة تعكس أحيانا الاتجاهات بالمباني المعاصرة الأخرى، بقيت هذه الاساليب فريدة من نوعها ولها شخصيتها المستقلة. مع انتشار التوحيد الإبراهيمي (وخاصة المسيحية والاسلام)، أصبحت المباني الدينية مراكز للعبادة والصلاة والتأمل.
الانضباط العلمي الغربي لتاريخ العمارة نفسه يتابع عن كثب تاريخ العمارة الدينية من العصور القديمة حتى فترة الباروك. فالهندسة المقدسة وصناعة التماثيل والسيميائية المتطورة مثل العلامات والرموز والزخارف الدينية هي متوطنة في العمارة المقدسة

## الجوانب الروحية للعمارة الدينية

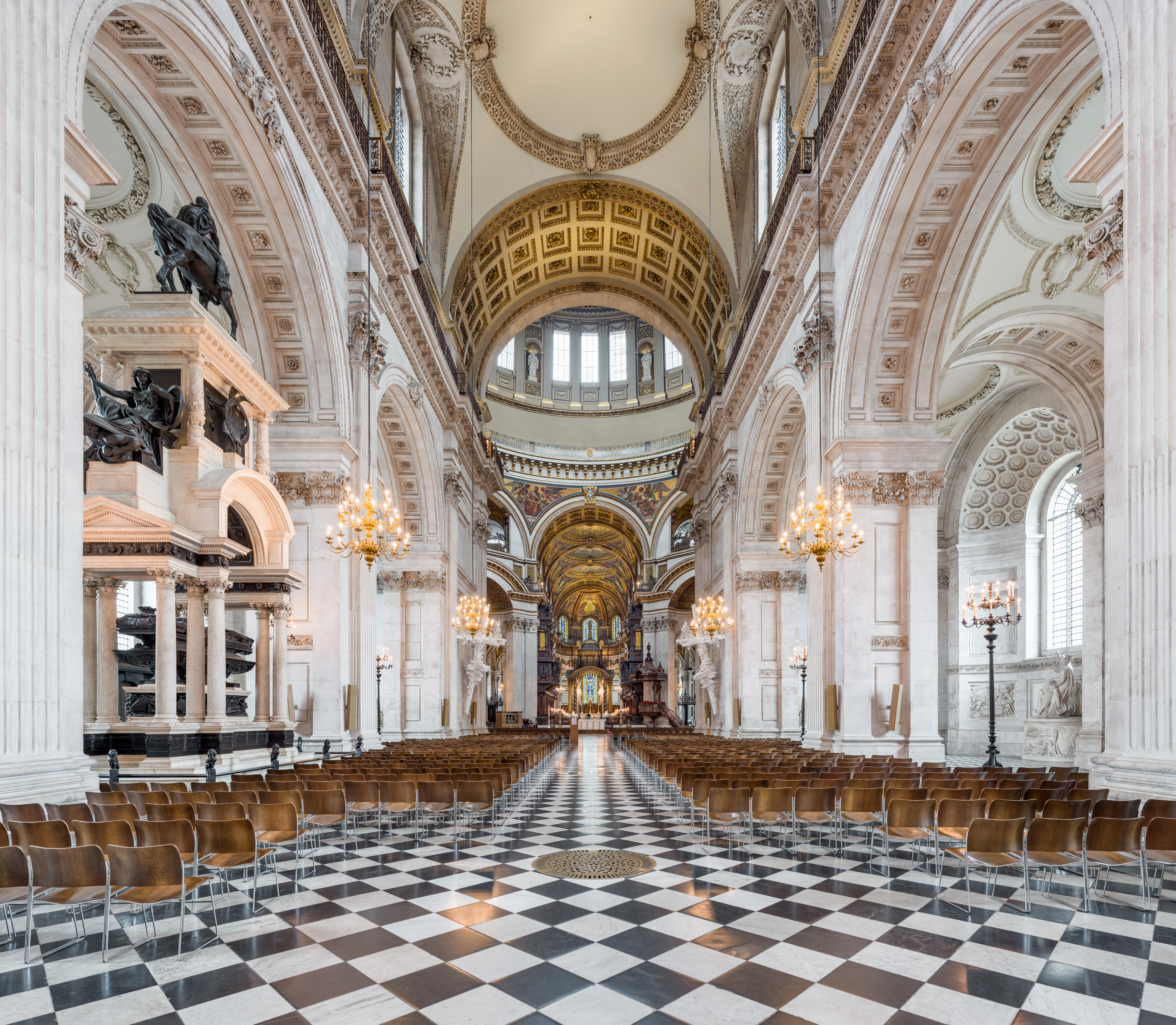
كاتدرائية القديس بولس من الداخل.

تُسمى العمارة المقدسة أو الدينية في بعض الأحيان بالفضاء المقدس.
اقترح المهندس المعماري نورمان إل. كونسي أن الهدف من العمارة المقدسة هو جعل «الحدود شفافة بين المادة والعقل والجسد والروح». اقترح الوزير البروتستانتي روبرت شولر في مناقشة العمارة المقدسة أنه «لكي يتمتع الإنسان بصحة نفسية، يحتاج إلى تجربة بيئته الطبيعية –المكان الذي صُممنا لأجله وهو الحديقة». يشير ريتشارد كيكهيفر في الوقت نفسه إلى أن الدخول إلى مبنى ديني هو بمثابة استعارة للدخول في علاقة روحية. يقترح كيكهيفر أنه يمكن تحليل الفضاء المقدس من خلال ثلاثة عوامل تؤثر على العملية الروحية، إذ يركز الفضاء الطولي على فكرة الموكب وعودة الأفعال المقدسة وتوحي مساحة القاعة بالتصريح والاستجابة، إلى جانب أن العديد من الأشكال التصميمية الجديدة للفضاء الجماعي قد جرى اعتمادها من أجل التجمعات والعودة إلى الاعتماد بدرجة كبيرة على الحجم لتعزيز الحميمية والمشاركة في العبادة.

## العمارة القديمة
تمتد العمارة المقدسة لتصل إلى عدد من الأساليب المعمارية القديمة بما فيها العمارة من العصر الحجري الحديث والعمارة المصرية القديمة والعمارة السومرية. غالبًا ما يُنظر إلى المباني القديمة، ولاسيما المعابد، على أنها مكان للسكن أيضًا، واستخدمت التيمينوس (الساحة المقدسة) الخاصة بالآلهة كموقع لأنواع مختلفة من التضحيات. تُعد المقابر القديمة وهياكل الدفن أيضًا أمثلة على الهياكل المعمارية التي تعكس المعتقدات الدينية لمجتمعاتها المختلفة. بُني معبد الكرنك في طيبة، مصر على مدى 1300 سنة، وضمت معابده العديدة ما قد يكون أكبر هيكل مبني على الإطلاق. سحرت العمارة الدينية لمصر القديمة علماء الآثار واستولت على الخيال العام لآلاف السنين.

## العمارة الكلاسيكية
استُبدلت الأعمدة الخشبية لمعبد هيرا في أولمبيا بأعمدة حجرية نحو 600 قبل الميلاد، وقد نجا بفضل انتشار هذه العملية في هياكل مقدسة أخرى، بعض من المباني الحجرية عبر العصور. سبقت العمارة اليونانية الفترات الهلنستية والرومانية (العمارة الرومانية نسخت العمارة اليونانية بشكل كبير). يعتمد معظم مفهومنا عن الهندسة المعمارية الكلاسيكية على الهياكل الدينية وذلك لأن المعابد هي المباني الوحيدة التي لا تزال باقية بأعداد أكبر من غيرها. يُعد البارثينون الذي كان بمثابة مبنى للخزينة وكذلك مكان لتكريم الإله، أعظم مثال عن العمارة الكلاسيكية على نطاق واسع.

## العمارة الهندية
ترتبط العمارة الهندية بتاريخ وأديان الفترات الزمنية وترتبط أيضًا بجغرافية وجيولوجية شبه القارة الهندية. تسبب تقاطع طرق التجارة في الهند لتجار قدموا من أماكن بعيدة مثل بندر سيراف والصين واجتياح الأجانب بهدف الغزو، بظهور تأثيرات متعددة للعناصر الأجنبية على الأنماط الأصلية. يتمثل تنوع الثقافة الهندية في هندستها المعمارية إذ تضم مزيجًا من التقاليد الأصلية القديمة والمتنوعة، مع أنواع المباني وأشكالها وتقنياتها من غرب ووسط آسيا وأوروبا.

### البوذية
تطورت العمارة البوذية في جنوب آسيا وذلك بدءًا من القرن الثالث قبل الميلاد. هناك نوعان من الهياكل التي ترتبط بالبوذية المبكرة، هي فيهارا وستوبا. كانت هياكل فيهارا في الأصل ملاجئ مؤقتة يستخدمها الرهبان المتجولون خلال موسم الأمطار، إلا أن هذه الهياكل تطورت لاحقًا لاستيعاب الرهبنة البوذية الآخذة بالازدياد والتي أصبحت رسمية بشكل متزايد. مثال موجود في نالاندا (بهار).
تمثلت وظيفة هياكل ستوبا الأولية بالتبجيل وحراسة آثار بوذا. يوجد أقرب مثال على ستوبا في سانشي (ماديا براديش). دُمجت ستوبا بشكل تدريجي في شيتيا- غريهاس (قاعات ستوبا)، نتيجة التغيرات في الممارسة الدينية. وصلت هذه العملية إلى ذروتها في القرن الأول قبل الميلاد، وتجسدت في مجمعات كهوف اجانتا وإلورا (ماهاراشترا).
يُعتبر الباغودا تطورًا من ستوبا الهندية وهو يتميز ببرج متعدد المستويات مع طنفات عديدة شائعة في كل من الصين واليابان ونيبال وأجزاء أخرى من آسيا. طُورت المعابد البوذية في وقت لاحق إلى حد ما خارج جنوب آسيا، إذ تراجعت البوذية تدريجيًا من القرون الأولى الميلادية وما بعدها، ويعد معبد مهابودهي في بوده غايا في بهار مثالًا مبكرًا على ذلك. انتشر الهيكل المعماري للستوبا في جميع أنحاء آسيا واتُخذت العديد من الأشكال المتنوعة، إذ دُمجت التفاصيل الخاصة بالعديد من المناطق العامة بالتصميم العام. نشر أرانيكو هذا التصميم إلى الصين والمنطقة الآسيوية، وهو مهندس معماري نيبالي عمل في الفترة المبكرة من القرن الثالث عشر لدى قوبلاي خان.

### الهندوسية
تعتمد بنية المعبد الهندوسي على ستاباتبا فيدا والعديد من النصوص الدينية القديمة الأخرى مثل بريهات سامهيتا وفاستو شاسترا وشيلبا شاستراس وفقًا لمبادئ التصميم والمبادئ التوجيهية التي يُعتقد أن المعماري المقدس فيشفاكارما، وقد طورها على مدى أكثر من 2000 سنة. تتوافق العمارة الهندوسية مع النماذج الدينية الصارمة التي تتضمن عناصر علم الفلك والهندسة المقدسة. يمثل المعبد في المعتقدات الهندوسية عالمًا كبيرًا من الكون إضافة إلى صورة مصغرة للفضاء الداخلي. يتبع الشكل الأساسي للمعبد الهندوسي تقاليد صارمة، بينما هناك اختلاف كبير فيما يتعلق بالزخارف والعناصر التزيينية الكثيفة في كثير من الأحيان.

## العمارة البيزنطية
تطورت العمارة البيزنطية من العمارة الرومانية، وظهر في نهاية المطاف نمط يتضمن تأثيرات الشرق الأدنى وخطة الصليب اليونانية لتصميم الكنيسة. إضافة إلى ذلك، استُبدل الحجر بالطوب وكان النظام الكلاسيكي أقل مراعاة واستبدلت الزخارف المنحوتة بالفسيفساء وأٌنشئت القباب المعقدة. حدثت إحدى الإنجازات العظيمة في تاريخ العمارة الغربية عندما اخترع معماريو القسطنطينية نظامًا معقدًا يوفر الانتقال السلس من المخطط المربع للكنيسة إلى قبة دائرية (أو قباب) عن طريق الحنيات المقرنصة والحنيات الكروية. وتُعد كنيسة آيا صوفيا في إسطنبول المثال الرئيسي للهندسة المعمارية البيزنطية.

## الإسلام

### العمارة الإسلامية المبكرة

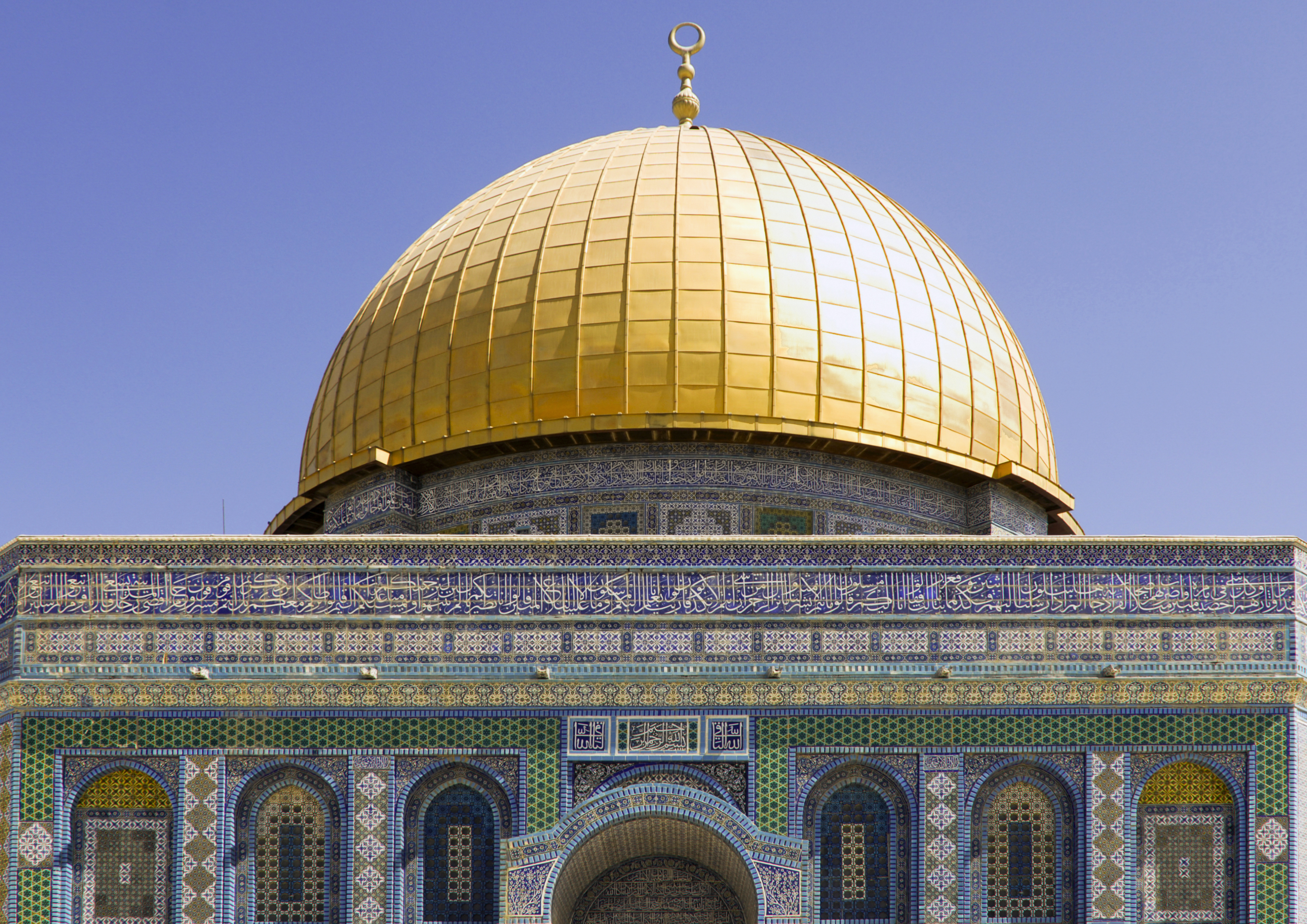
تُعد قبة الصخرة في القدس أحد الأمثلة البارزة للعمارة الإسلامية.

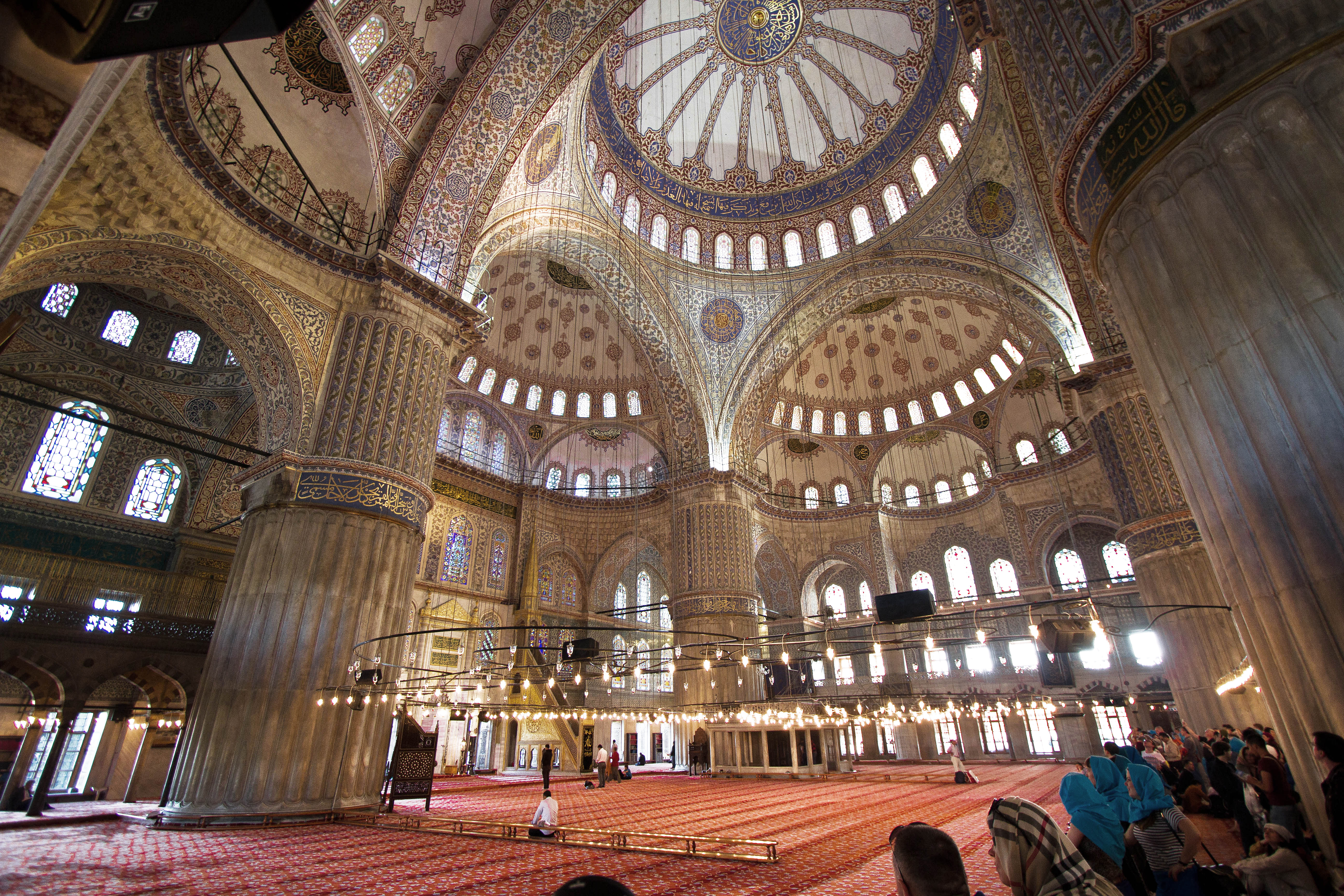
جامع السلطان أحمد من الداخل في إسطنبول، تركيا.

كان للهندسة البيزنطية تأثير كبير على العمارة الإسلامية المبكرة بأقواسها المستديرة وأقبيتها وقبابها. تطورت العديد من أشكال المساجد في مناطق مختلفة من العالم الإسلامي. تشمل أنواع المساجد البارزة المساجد العباسية المبكرة والمساجد من النمط (تي) ومساجد القبة المركزية في الأناضول.
أنتجت أقدم الأساليب في العمارة الإسلامية مساجد ذات مخطط عربي أو مساجد الأبهاء المعمدة خلال فترة حكم الأسرة الأموية. تتبع هذه المساجد مسقطًا مربعًا أو مستطيل الشكل مع فناء مغلق وقاعة صلاة مغطاة. امتلكت معظم مساجد الأبهاء المعمدة أسطح قاعات منبسطة للصلاة وهذا ما تطلب الكثير من الأعمدة والدعامات. بُنيت الميزكيتا في قرطبة، إسبانيا كمسجد ذو بهو معمد بأكثر من 850 عمود. استمرت المساجد ذات المخطط العربي في ظل الأسرة العباسية.

### العمارة العثمانية
أدخل العثمانيون مساجد القبة المركزية في القرن الخامس عشر وهي تحتوي على قبة كبيرة تتمركز فوق قاعة الصلاة، وغالبًا ما تكون هناك قباب أصغر موجودة خارج المركز فوق قاعة الصلاة أو في جميع أنحاء المسجد، في المناطق التي لا تؤدى فيها الصلاة. ربما يكون مسجد قبة الصخرة في القدس أفضل مثال معروف لمسجد ذو قبة مركزية.

### العمارة الإيرانية المقدسة
تشتهر مساجد الإيوان بغرفها المقباة وإيواناتها، وهي مساحات مقباة مفتوحة من جانب واحد. في مساجد الإيوان، يواجه واحد أو أكثر من الإيوانات فناءً مركزيًا يُستخدم كقاعة للصلاة. يمثل هذا النمط استعارة من العمارة الإيرانية قبل الإسلام وقد استخدمت بشكل حصري تقريبًا في مساجد إيران. تحولت العديد من مساجد الإيوان إلى معابد النار الزرادشتية لإيواء النار المقدسة. لم تعد مساجد الإيوان تُبنى في يومنا هذا. يُعتبر مسجد شاه في أصفهان، إيران مثالًا كلاسيكيًا لمسجد إيوان.

### الميزات والأنماط المميزة

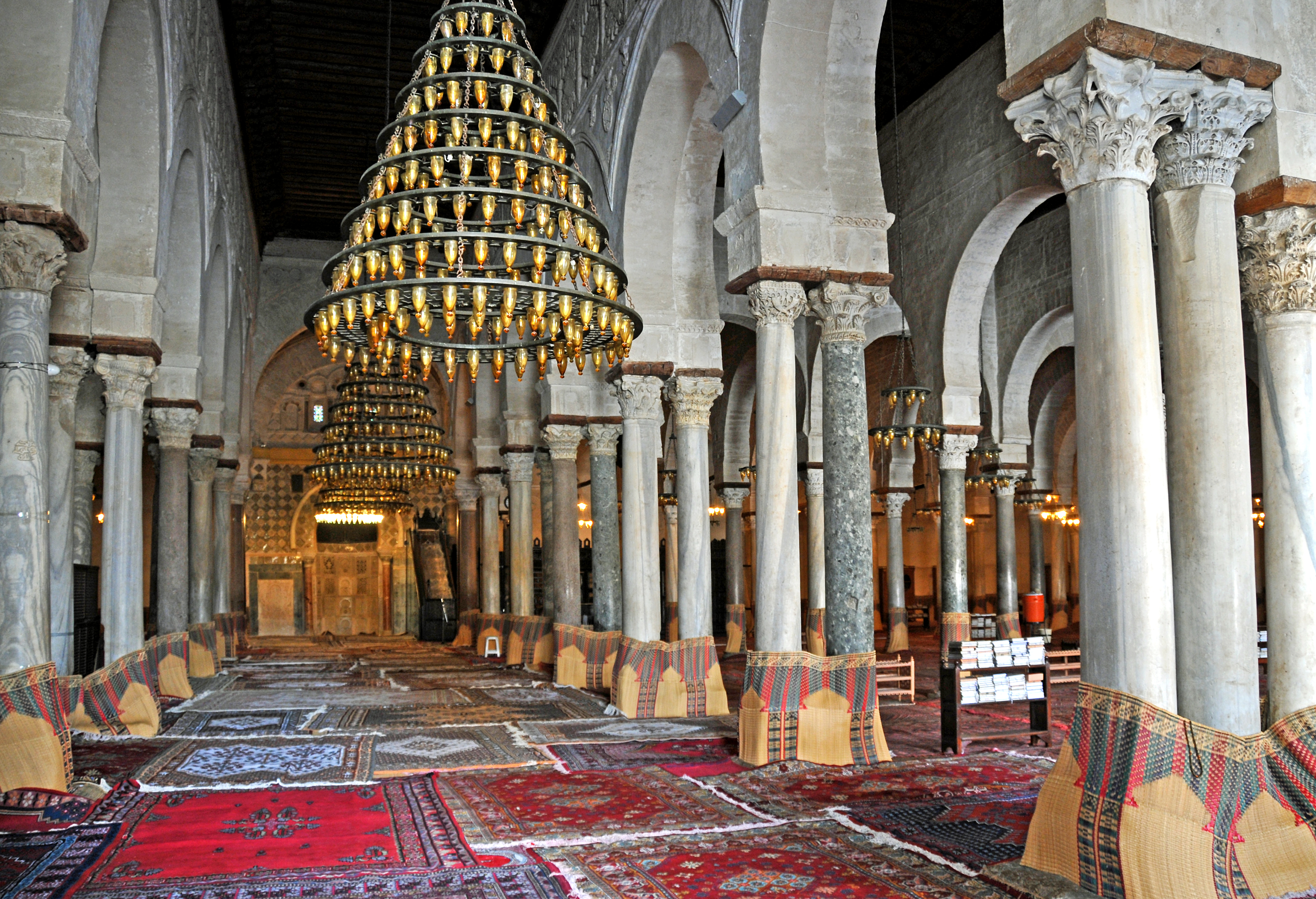
يُظهر جامع قيروان الكبير من عام 670 تأثرًا كبيرًا بالعمارة البيزنطية.

تُعد المئذنة السمة المشتركة في المساجد، وهي البرج الطويل النحيف الذي يقع عادة في أحد أركان هيكل المسجد. غالبًا ما يمثل الجزء العلوي من المئذنة، أعلى نقطة في المسجد الذي يحتوي على مئذنة واحدة وهي أيضًا في الغالب أعلى نقطة في المنطقة المجاورة. لم تمتلك المساجد الأولى مآذنًا، وحتى في وقتنا الحاضر تتجنب الحركات الإسلامية الأكثر محافظة مثل الحركة الوهابية، بناء المآذن، إذ تعتبرها مباهاة وأمرًا غير ضروري. بُنيت المئذنة الأولى في عام 665 في البصرة في عهد الخليفة الأموي معاوية. شجع معاوية على بناء المآذن، إذ كان لا بد أن تتساوى المساجد مع الكنائس المسيحية التي تحتوي على أبراج الأجراس. نتيجة لذلك، استعار مهندسو المساجد شكل برج الجرس من أجل بناء مآذنهم، واستخدمت أساسًا لنفس الغرض وهو دعوة المؤمنين للصلاة.
اعتُبرت القباب السمة المميزة للعمارة الإسلامية منذ القرن السابع. نمت أحجام القباب في المساجد مع مرور الوقت، إذ كانت تحتل جزءًا صغيرًا فقط من السقف بالقرب من المحراب، ثم أخذت تشغل مساحة السقف فوق قاعة الصلاة بأكملها. نشر المغول في الهند القباب التي تأخذ الشكل البصلي في جنوب آسيا وبلاد فارس، على الرغم من أن القباب كانت عادة تُنفذ على شكل نصف كرة.
لا تحتوي قاعة الصلاة التي تُعرف أيضًا باسم المصلى على أثاث، إذ تغيب الكراسي والصناديق عن القاعة، وهي لا تحوي أيضًا على صور لأشخاص وحيوانات وشخصيات روحية، على الرغم من إمكانية تزينها بالخط العربي وآيات من القرآن على الجدران.
يوجد في العادة مقابل مدخل قاعة الصلاة حائط القبلة، وهي المنطقة المرصودة بصريًا داخل قاعة الصلاة. عادة ما يكون جدار القبلة متعامدًا مع الخط الذي يؤدي إلى مكة. يصلي المسلمون في صفوف موازية لجدار القبلة، وبالتالي يرتبون أنفسهم بحيث يواجهون مكة. يوجد المحراب عادة في وسط جدار القبلة، وهو عبارة عن مكان متخصص أو انخفاض وسط جدار القبلة للإشارة إليه. لا يشغل المحراب أثاثًا في العادة. يوجد منبر مرتفع أو منبر على جانب المحراب ليقدم الخطيب أو أي متحدث آخر (الخطبة). يُعد المحراب أيضًا المكان الذي يؤدي فيه الإمام الصلوات الخمسة.
تحتوي المساجد غالبًا على نوافير وأضواء ومرافق للاغتسال في مداخلها أو ساحاتها. مع ذلك، غالبًا ما يضطر المصلون في المساجد الصغيرة إلى استخدام دورات المياه لأداء الوضوء. غالبًا ما تُطور هذه الوظيفة في المساجد التقليدية بحيث تشغل مبنى قائمًا بذاته في وسط الفناء. قد تحتوي المساجد الحديثة على مجموعة متنوعة من وسائل الراحة المتاحة لرعاياها وللمجتمع، مثل العيادات الصحية والمكتبات والصالات الرياضية.